# قرار مجلس الأمن التابع للأمم المتحدة رقم 400
قرار مجلس الأمن التابع للأمم المتحدة رقم 400، الصادر في 7 ديسمبر 1976 في جلسة مغلقة، بعد النظر في التوصية الخاصة بتعيين الأمين العام للأمم المتحدة، أوصى المجلس الجمعية العامة بتعيين كورت فالدهايم أميناً عاماً لفترة ثانية تبدأ في 1 يناير 1977 وتنتهي في 31 ديسمبر 1981.